# Hiromu Shinozuka
Hiromu Shinozuka (jap. 篠塚 ひろむ, Shinozuka Hiromu; * 27. März 1979 in Koga, Präfektur Fukuoka, Japan) ist eine japanische Manga-Zeichnerin.
Ihre erste Veröffentlichung erfolgte 1999 mit der Kurzgeschichte Takkyū Shōjo (卓球少女) im Ciao Deluxe, einem Sondermagazin zum Ciao, einem der auflagenstärksten Manga-Magazine. Es folgten weitere kürzere Arbeiten für Ciao und Ciao Deluxe, darunter 2001 ihre erste Serie Chinji! (ちぇんじ!).
Von 2001 bis 2006 zeichnete sie für Ciao ihr bislang erfolgreichstes Werk Mirmo! (ミルモでポン! Mirumo de Pon!) über ein Mädchen und ihren Alltag mit einem Liebeself. Der Manga, der auch als 172-teilige Anime-Fernsehserie umgesetzt und in mehrere Sprachen übersetzt wurde, umfasst etwa 2000 Seiten. Die zwölf beim Shōgakukan-Verlag herausgegebenen Sammelbände verkauften sich in Japan über zwei Millionen Mal. Für Mirmo! gewann die Zeichnerin 2003 den Kōdansha-Manga-Preis und 2004 den Shōgakukan-Manga-Preis.
2006 bis 2008 erschien im Ciao Shinozukas Comicserie Koisuru Pudding! (恋するプリン!, Koisuru Purin!). Ihre seit 2008 erscheinende Serie Chibi Devil (ちび☆デビ！) kommt auch auf Deutsch heraus und wurde als Anime adaptiert.